# Olympiade d'échecs de 1930
L'Olympiade d'échecs de 1930 est une compétition mondiale par équipes et par pays organisée par la FIDE. Les pays s'affrontent sur 4 échiquiers. 
Cette 3e Olympiade s'est déroulée du 13 au 27 juillet à Hambourg, en Allemagne.
Les points ne sont pas attribués au regard des résultats des matches inter-nations, mais en fonction des résultats individuels sur chaque échiquier (un point par partie gagnée, un demi-point pour une nulle, zéro point pour une défaite).

## Tournoi masculin

### Contexte
Cette Olympiade réunit 18 nations.
La compétition se déroule en poule unique, toutes rondes.
La FIDE réintègre les joueurs professionnels à la compétition, mais le champion du monde en titre Capablanca n'est pas présent. Les États-Unis sont la seule nation non-européenne. Tartakover défend les couleurs polonaises bien que non-polonais et ne parlant pas cette langue. Mais sa mère est polonaise.

### Résultats
| Classement final |                 |      |
| 1er              | Pologne         | 48,5 |
| 2e               | Hongrie         | 47   |
| 3e               | Allemagne       | 44,5 |
| 4e               | Autriche        | 43,5 |
| 5e               | Tchécoslovaquie | 42,5 |

La France se classe 12e avec 28,5 points.

### Participants individuels
- Pour la Pologne : A. Rubinstein, X. Tartakover, D. Przepiorka, K. Makarczyk, P. Frydman.
- Pour la Hongrie : G. Maróczy, S. Takács, A. Vajda, K. Havasi, E. Steiner.
- Pour l'Allemagne : C. Ahues, F. Sämisch, C. Carls, K. Richter, H. Wagner.
- Pour la France : A. Alekhine, L. Betbeder, A. Gromer, M. Duchamp, Voisin.

Alekhine remporte ses 9 parties, mais il n'a pas joué contre les nations les plus fortes. En revanche, Rubinstein assure 15 points en 17 parties pour la Pologne.